# Festuca macra
Festuca macra là một loài thực vật có hoa trong họ Hòa thảo. Loài này được (Stapf) E.B.Alexeev mô tả khoa học đầu tiên năm 1986.